# National Galleries of Scotland
Le National Galleries of Scotland (in gaelico scozzese: Gailearaidhean Nàiseanta na h-Alba; in italiano Gallerie Nazionali di Scozia) sono un gruppo di musei scozzesi parte dell'Ente governativo ministeriale (Cultura & Affari Esteri) che amministra e gestisce le gallerie nazionali della Scozia e due gallerie associate, il tutto che compone l'Organizzazione delle Collezioni Nazionali della Scozia. Le gallerie ospitano vaste ed importanti collezioni di opere di grande prestigio, tra le più quotate gallerie d'arte della Gran Bretagna.
La sede amministrativa è situata presso la Dean Gallery a Edimburgo.

## Elenco delle gallerie nazionali
- Scottish National Gallery
- Scottish National Portrait Gallery
- Scottish National Gallery of Modern Art

Altre gallerie associate:
- Duff House a Banff, Aberdeenshire
- Paxton House, Berwickshire